# 미니도라
미니도라(일본어: ミニドラ)는 후지코 F. 후지오의 만화 《도라에몽》에 등장하는 비밀도구이자 도라에몽 모양의 소형 로봇이다.
2120년 12월 25일 출생. 도라에몽이 지명수배 된 범죄자를 체포하는데 기여했다는 공로를 기리어 '특별기념판'으로 대량 생산되었다. 애니메이션에서의 성우는 1989년의 영화 《도라미짱 미니도라 SOS!!》 및 1990년 4월 6일 방송 된 TV 애니메이션에서는 기타가와 치에, 1994년 3월 11일부터 2005년 3월 18일까지는 사쿠마 레이, 2005년 10월 28일부터는 아카이 토마토가 담당하고 있다.

## 도라에몽과의 공통점과 차이점
모델이 된 도라에몽과의 공통점은 귀가 없는 것(후술한대로 귀가 있는 타입도 존재한다), 도라야키를 좋아하는 것, 너구리 취급을 당하면 화를 내는 것. 차이점은 아래와 같다.
- 도라에몽의 신장은 129.3cm이지만 미니도라는 약 30cm.[1] 그러나 이 수치는 《도라미짱 미니도라 SOS!!》에서의 설정이고 작품에 의해 그려지는 크기가 다를 수 있다(손바닥 크기의 경우[2][3]와 인간의 무릎 정도 까지의 높이의 경우[4]도 있다). 12.93센티미터라는 설도 있다.[5]